# Höheres Kommando z.b.V. XXXV
Het Duitse Höheres Kommando z.b.V. XXXV (Nederlands: Hoger Korps Commando voor speciale inzet 35) was een soort Duits legerkorps van de Wehrmacht tijdens de Tweede Wereldoorlog. Het H.Kdo. werd ingezet in het Generalgouvernement en aan het Oostfront. 

## Krijgsgeschiedenis

### Oprichting
Het Höheres Kommando z.b.V. XXXV werd opgericht op 15 oktober 1939 uit het Grenzschutz-Abschnittkommando 13 Glogau.

### Inzet

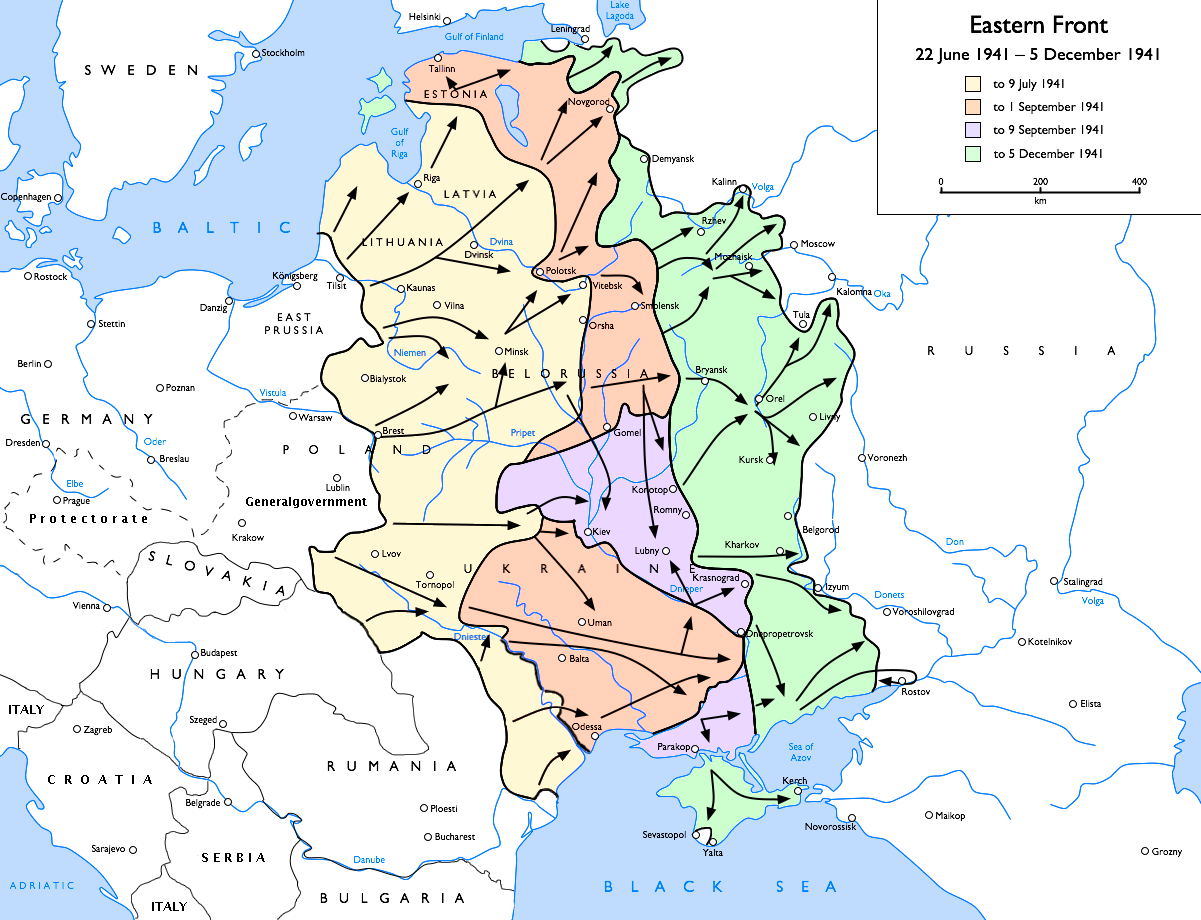
Oostfront 1941

Het H.Kdo. werd naar Siennica verplaatst en op 19 december 1939 naar Mińsk Mazowiecki. Het H.Kdo. bleef in het Generalgouvernement gedurende anderhalf jaar. Op 15 december 1939 en 26 januari 1940 beschikte het H.Kdo. over de 213e, 217e en 228e infanteriedivisies. Op 22 juni, bij het begin van Operatie Barbarossa was het H.Kdo. deel van de reserves van Heeresgruppe Mitte, met de alleen maar divisies in toevoer: de 52e en 197e Infanteriedivisies (tot 26 juni), de 112e Infanteriedivisie (tot 1 juli) en de 15e Infanteriedivisie (tot 3 juli). Pas vanaf begin juli 1941 nam het H.Kdo. aan de actieve gevechten deel. Als onderdeel van het 2e Leger nam het H.Kdo. deel aan de omsingelingsslag om Kiev. Hierbij vormde het H.Kdo. een deel van de noordelijke omsingelingsring. Na het succesvol afsluiten van deze slag, keerde het H.Kdo. zich met Panzergruppe 2 richting Moskou. Op 2 oktober, bij de start van Operatie Taifun, beschikte het H.Kdo. over de 1e Kavalleriedivisie en de 95e, 262e, 293e en 296e Infanteriedivisies. De opmars liep richting Orel en verder naar Novosil. Tussen 17 november en 5 december rukte het H.Kdo. op van Novosil naar Jefremov. Maar daar strandde voor het H.Kdo. het offensief; het ging niet meer verder. En het H.Kdo. stond nu in positie rond Jefremov, maar had nauwelijks contact met zijn buren. Nu was het tijd voor de Sovjets om terug te slaan. Het 2e Leger kreeg te maken met het Sovjet-Jelets-offensief. Het H.Kdo. beschikte op 6 december 1941 over de 262e en 293e Infanteriedivisie. Al vrij snel moest het H.Kdo. terugtrekken onder zware aanvallen van het Sovjet 3e Leger. Op 17 december 1941 stond de frontlijn weer, maar bijna 100 km naar achteren. Het H.Kdo. had zware verliezen geleden. Ook werd de zwakte in verdediging van een Höheres Kommando uitermate duidelijk. Niet lang daarna werd het H.Kdo. dan ook omgevormd naar een volwaardig Legerkorps.
HHet Höheres Kommando z.b.V. XXXV werd op 20 januari 1942 omgevormd en omgedoopt tot het 35e Legerkorps. Het zuster-H.Kdo. XXXIV werd op 31 januari 1942 opgeheven en gebruikt voor aanvulling van het H.Kdo. XXXV/35e Legerkorps.

## Bovenliggende bevelslagen
| Leger                         | Legergroep           | Plaats/regio        | Begin             | Eind              |
| ----------------------------- | -------------------- | ------------------- | ----------------- | ----------------- |
| Grenzabschnittskommando Mitte | Oberbefehlshaber Ost | Generalgouvernement | 15 oktober 1939   | 4 juli 1940       |
| 18. Armee                     | OKH                  | Generalgouvernement | 4 juli 1940       | 16 augustus 1940  |
| 4. Armee                      | Heeresgruppe B       | Generalgouvernement | 16 augustus 1940  | 22 juni 1941      |
| direct onder                  | Heeresgruppe Mitte   | Bialystok, Minsk    | 22 juni 1941      | begin juli 1941   |
| 2. Armee                      | Heeresgruppe Mitte   | Bobruisk, Kiew      | begin juli 1941   | 28 september 1941 |
| Panzergruppe 2                | Heeresgruppe Mitte   | Brjansk             | 28 september 1941 | 25 oktober 1941   |
| 2. Armee                      | Heeresgruppe Mitte   | Voronezh            | 25 oktober 1941   | 15 januari 1942   |
| Panzergruppe 2                | Heeresgruppe Mitte   | Brjansk             | 15 januari 1942   | 20 januari 1942   |

## Commandanten

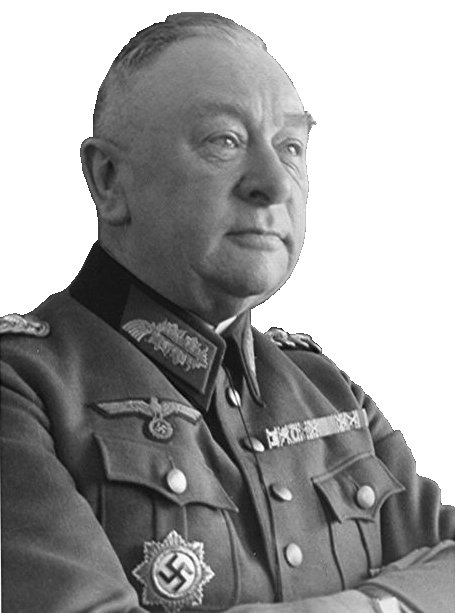
General von Schenckendorff

| Rang                   | Naam                   | Begin           | Eind            |
| ---------------------- | ---------------------- | --------------- | --------------- |
| General der Infanterie | Max von Schenckendorff | 15 oktober 1939 | 1 april 1941    |
| General der Kavallerie | Rudolf Koch-Erpach     | 1 april 1941    | 1 mei 1941      |
| General der Artillerie | Rudolf Kämpfe          | 1 mei 1941      | 20 januari 1942 |